# Olmedo (volcan)
Pour les articles homonymes, voir Olmedo.
L'Olmedo est un petit stratovolcan considéré comme éteint actuellement, qui se trouve en Argentine dans la province de Catamarca (département de Tinogasta). Il est haut de 6 215 mètres.

## Géographie
Il se dresse dans un paysage presque lunaire, entre quatre grands complexes volcaniques : le Cerro Bayo au sud à moins de dix kilomètres, le Nevados Ojos del Salado au nord-nord-ouest à moins de 15 kilomètres, le massif du Nacimientos tout proche à cinq kilomètres à peine à l'ouest, et le groupe des deux volcans Gendarme Argentino I et Gendarme Argentino II (à cinq kilomètres à l'est). Ils semblent monter la garde sur cette région fort peu accessible.
Il est donc très proche du gros massif volcanique du Nacimientos, plus précisément à moins de cinq kilomètres à l'est de ce dernier, et aussi du Cerro Bayo. Il n'appartient cependant à aucun de ces deux massifs.
Son cône, qui s'élève à une altitude de 6 215 mètres, est surmonté d'un cratère relativement petit.

## Tourisme
Enserré par ses voisins plus hauts que lui, il se trouve dans une zone très difficile d'accès et est peu connu de ce fait. La route nationale 60 qui franchit le Paso de San Francisco est assez éloignée de lui. Étant donné les conditions très dures du milieu et le faible équipement touristique de la zone, peu nombreux sont ceux qui se risquent à l'escalader.